# Tiffauges
Tiffauges település Franciaországban, Vendée megyében. Lakosainak száma 1556 fő (2022. január 1.). Tiffauges La Bruffière, Les Landes-Genusson, Saint-Aubin-des-Ormeaux, Saint-Martin-des-Tilleuls és Sèvremoine községekkel határos.

## Népesség
A település népessége az elmúlt években az alábbi módon változott:
| Lakosok száma | 1607 | 1605 | 1637 | 1588 | 1581 | 1576 | 1581 | 1568 | 1556 |
|               | 2013 | 2015 | 2016 | 2017 | 2018 | 2019 | 2020 | 2021 | 2022 |